# Comtat d'Apt
El comtat d'Apt fou una efímera jurisdicció feudal de Provença.
À la mort d'Hug d'Arle, el rei Conrad I d'Arle, va repartir el comtat d'Arle en tres parts una de les quals fou per Griffó I d'Apt. El 955 aquest havia mort i l'havia succeït el seu fill Griffó II. Aquest desapareix entre 955 i 967, i els seus dominis passaren a Bosó II d'Arle i Guillem d'Avinyó.
Vegeu també comtat d'Embrun

## Llista de comtes
- Griffó I 947-vers 954
- Griffó II, vers 954-960